# Sołowy Wierch
Der Sołowy Wierch ist ein Berg in Polen. Mit einer Höhe von 894 m ist er einer der niedrigeren Berge  im südlichen Rücken des Barania-Kamms in den Schlesischen Beskiden. Der Berg ist ein beliebtes Touristenziel mit vielen Ausblicken auf die benachbarten Gebirge und das Tiefland. An den Hängen des Gipfels entspringt der Gebirgsfluss Soła. Über den Gipfel verläuft die Wasserscheide zwischen den Einzugsgebieten von Weichsel und Donau. Er gehört zu den Gemeindegebieten von Istebna und Rajcza.

## Tourismus
- Auf den Gipfel führen mehrere markierte Wanderwege von Zwardoń und Wisła